# Panneau routier d'indication de vitesse conseillée en France
Le panneau routier d'indication de vitesse conseillée est, en France, un panneau de signalisation carré à fond bleu, bordé d’un listel blanc, portant en son centre des chiffres de couleurs blanches. Il indique la vitesse à laquelle il est conseillé de circuler, l'usager n'est pas tenu de respecter cette vitesse inférieure. Il est codifié C4a. Le panneau de fin d’indication porte le même graphisme barré d’une barre diagonale rouge. Il est codifié C4b.

## Histoire
Le panneau d'indication de vitesse conseillée est institué par arrêté du 13 juin 1979. Le fond est de couleur bleu. Avec cet arrêté tous les panneaux d’indication deviennent à fond bleu alors qu’ils étaient jusqu’alors avec un fond bleu foncé en application de l’article 4 de l’arrêté du 24 novembre 1967. Sa signification est alors « vitesse conseillée sur une section de route faisant l’objet d’une régulation de vitesse ». Il prend sa signification définitive en 1981.

## Usage
La signalisation de la vitesse à laquelle il est conseillé de circuler est facultative. Le panneau C4a est exclusivement utilisé en signalisation de position, c’est-à-dire que l’indication est valide à compter du positionnement du panneau.
De même la signalisation de la fin de vitesse conseillée est facultative. Le panneau C4b est également exclusivement implanté en signalisation de position.

## Caractéristiques
Il existe sept gammes de dimensions pour le panneau d’indication C1b, de forme carrée, contrairement aux autres familles de panneaux triangulaires, ronds ou le STOP qui en comprennent cinq. Les deux dimensions complémentaires sont les dimensions dites « supérieure » (1 200 mm de côté nominal) et « exceptionnelle » (1 500 mm de côté nominal).

## Implantation

### Distance latérale
Sauf contrainte de site, la distance entre l’aplomb de l’extrémité du panneau situé du côté de la chaussée et la rive voisine de cette extrémité ne doit pas être inférieure à 0,70 m.
En rase campagne, les panneaux sont placés en dehors de la zone située en bord de chaussée et traitée de telle façon que les usagers puissent y engager une manœuvre de redirection ou de freinage dite « zone de récupération », ou leur support au minimum à 2 m du bord voisin de la chaussée, à moins que des circonstances particulières s’y opposent (accotements étroits, présence d’une plantation, d’une piste cyclable, d’une voie ferrée, etc.).
En agglomération, les panneaux sont placés de manière à minimiser la gêne des piétons.
Le support d’un signal peut aussi être implanté sur une propriété riveraine ou ancré à une façade après accord du propriétaire ou par application si cela est possible en vertu du décret-loi du 30 octobre 1935 et du décret 57180 du 16 février 1957.

### Hauteur au-dessus du sol
En rase campagne, la hauteur réglementaire est fixée en principe à 1 m (si plusieurs panneaux sont placés sur le même support, cette hauteur est celle du panneau inférieur), hauteur assurant généralement la meilleure visibilité des panneaux frappés par les feux des véhicules. Elle peut être modifiée compte tenu des circonstances locales soit pour assurer une meilleure visibilité des panneaux, soit pour éviter qu'ils masquent la circulation .
En agglomération, lorsqu’il y a un éclairage public, les panneaux peuvent être placés à une hauteur allant jusqu’à 2,30 m pour tenir compte notamment des véhicules qui peuvent les masquer, ainsi que de la nécessité de ne gêner qu’au minimum la circulation des piétons.

### Position de la face
Le plan de face avant d'un panneau implanté sur accotement ou trottoir doit être légèrement incliné de 3 à 5° vers l’extérieur de la route afin d'éviter le phénomène de réflexion spéculaire qui peut, de nuit, rendre le panneau illisible pendant quelques secondes.

## Visibilité de nuit
Les panneaux et panonceaux de signalisation doivent être visibles et garder le même aspect de nuit comme de jour. Les signaux d’indication sont tous rétroréfléchissants ou éventuellement dans certaines conditions définies ci-dessous, éclairés.
Les revêtements rétroréfléchissants doivent avoir fait l’objet, soit d’une homologation, soit d’une autorisation d’emploi à titre expérimental. La rétroréflectorisation porte sur toute la surface des panneaux et panonceaux à l’exception des parties noires ou grises.

#### Arrêté du 24 novembre 1967 et Instruction Interministérielle sur la Signalisation Routière (versions actualisées)
- Arrêté du 24 novembre 1967 relatif à la signalisation des routes et autoroutes, 58 p. (lire en ligne)
- Instruction Interministérielle sur la Signalisation Routière 1re partie : Généralités, 58 p. (lire en ligne)
- Instruction Interministérielle sur la Signalisation Routière 5e partie : Signalisation d’indication, des services et de repérage, 45 p. (lire en ligne)

#### Histoire de la signalisation routière
- Marina Duhamel-Herz, Un demi-siècle de signalisation routière : naissance et évolution du panneau de signalisation routière en France, 1894-1946, Paris, Presses de l’École nationale des Ponts et Chaussées, décembre 1994, 151 p. (ISBN 2-85978-220-6)
- Marina Duhamel-Herz et Jacques Nouvier, La signalisation routière en France : de 1946 à nos jours, Paris, AMC Éditions, novembre 1998, 302 p. (ISBN 2-913220-01-0)